# Heiliger Seegraben
Der Heilige Seegraben ist ein linker Zufluss der Welse in Brandenburg.
Der Graben entspringt im Waldgebiet Grumsiner Forst/Redernswalde rund 800 m westlich des Angermünder Ortsteils Altkünkendorf. Von dort durchfließt er nach rund 80 m einen unbenannten See, anschließend rund 500 m in nordnordöstlicher Richtung in den Heiligen See. Nach rund 130 m fließt er aus diesem See in nordöstlicher Richtung heraus, um nach weiteren rund 1000 m in die Welse zu entwässern.
Im Jahr 2010 erneuert der Wasser- und Bodenverband den Graben und ließ zur Drosselung des Abflusses am Auslass des Heiligen Sees ein sechs Meter langes Stahlrohr mit nunmehr halbem Durchmesser einziehen. Damit soll künftig Überschwemmungen vorgebeugt werden, die durch Brüche von Biberdämmen in der Vergangenheit zu Schäden an den angrenzenden Wohngebäuden geführt hatten.